# 小林敏郎
小林 敏郎（こばやし としろう、1958年2月23日 - ）は、日本の研究者、技術者、教育者、経営者。

## 略歴
- 名古屋大学大学院工学研究科博士課程前期課程修了（工学修士)[9][1]
- サルフォード大学（英国）博士課程修了（Ph.D in Electrical & Electronics Engineering, The University of Salford, 企業からの派遣留学)[9][1]
- 三菱重工業株式会社（主席研究員）[10][9][11]
- 国立高等専門学校機構　津山工業高等専門学校（教授）[12][13][1]
- 国立高等専門学校機構　津山工業高等専門学校（名誉教授）[14]
- FAI Consulting & Patents Japan（社長）（FAI：Franclin & Associates International）[8]

## 経歴
三菱重工では、圧力容器の溶接、セラミックスの接合、真空蒸着、イオンビーム支援薄膜などの研究・開発を経て燃料電池、有機EL製造装置などの開発プロジェクトを推進した。その間、イオンビーム技術の主要拠点であった英国サルフォード大学に留学し学位（工学博士）を授与された。
津山高専では、電子制御工学科、総合理工学科（電気電子システム系）の教授、地域共同テクノセンター長を歴任し、名誉教授の称号を授与された。有機層を有する多層薄膜の接合界面剥離、割れ、核反応(NRA)を用いた薄膜の分析、マイクロ波によるマイクロ流路の加熱、農業用機械の電子化、ICTや生物情報取得ツールを活用したアクティブラーニング、メタバースを利用した仮想実験とその協力プロジェクトへの応用など、幅広く実用的な分野横断研究を行った。
定年退職後は、海外企業(FAI：Franclin & Associates International) と連動した会社（FAI Consulting & Patents Japan）を設立し、社長の傍ら大学、高専、専門学校などの非常勤講師としても活動中である。